# Noir profond
Pour plus de détails, voir Fiche technique et Distribution.
Noir profond (Deep Dark) est un film d'horreur américain écrit, coproduit et réalisé par Michael Medaglia, sorti en 2015.

## Fiche technique
Sauf indication contraire, les informations mentionnées dans cette section peuvent être confirmées par la base de données cinématographiques IMDb,  présente dans la section « Liens externes ».
- Titre original : Deep Dark
- Titre français : Noir profond
- Réalisation et scénario : Michael Medaglia
- Musique : Keith Schreiner
- Décors : Rebecca Micciche
- Photographie : Francisco Bulgarelli
- Montage : Josh Beal
- Production : Lara Cuddy, Jason Freeman, Todd E. Freeman, Thomas Ethan Harris, B.C. Jones, Michael Medaglia et David Woods

Production déléguée : Elizabeth Carrasco, John Joseph Carrasco, Robert Cresswell, George Mitchell, Mike Quinn et Jason Wells
- Société de production : Polluted Pictures et Vitamin M
- Société de distribution : Uncork'd Entertainment
- Pays d'origine :  États-Unis
- Langue originale : anglais
- Format : couleur
- Genre : horreur
- Durée : 79 minutes
- Dates de sortie
  - États-Unis : 2015
  - France : 19 mai 2019

## Distribution
- Sean McGrath : Hermann
- Anne Sorce : Devora
- Denise Poirier : le trou
- Tabor Helton : Joel
- Monica Graves : Layla
- Mary McDonald-Lewis : la mère d'Hermann
- John Nielsen : l'oncle Felix